# Tollagi Adolf
Tollagi Adolf, Feder Adolf (Debrecen, 1862. április 27. – Budapest, 1925. szeptember 22.) színész.

## Életútja
Feder Rudolf és Fischer Betti fiaként született. Szülővárosában járt iskolába, majd 1880-ban a debreceni színháznál kezdte színészi pályáját Mándoky Bélánál. 1885-ben Aradi Gerő, 1887-ben Csóka Sándor, 1889–1890-ben Krecsányi Ignác társulatának egyik előkelő nevű művésze volt. 1887-ben meghívták a Népszínházhoz vendégszereplésre. Június 2-án fellépett legkedvesebb szerepében, a Veres hajúban Veréb Jankó szerepében, de csak három év után, 1890-ben szerződtették az intézethez. A régi Népszínház közönségének egyik kedvence volt, aki a színháznak csaknem minden darabjában játszott. Feder családi nevét 1900-ban változtatta hivatalosan a már korábban is művésznévként használt Tollagira. 1902. október 15-én megvált a Népszínháztól, elment Kolozsvárra, ahol szintén kedvelték. 1903. január közepén a Magyar Színház szerződtette. Mint új tag február 6-án mutatkozott be Verő György A bajusz című operettjében, János szerepében. Itt 1904. október 1-jén ünnepelte 25 éves jubileumát, a Hajdúk hadnagya strázsamester szerepében. 1905. október 1-jén ismét meghívták a Népszínház kötelékébe, az intézmény megszűnéséig annak tagja volt. 1910. május 1-jén nyugalomba vonult. Sírjánál színészhíresség kollégái mondtak búcsúztatót: Szirmai Imre, Géczy István, Fáy Szeréna, és az állami felügyeleti hatóságok nevében dr. Novák Ernő.
Felesége Kaufmann Eugénia, Zseni (1864–1942) volt, Kaufmann Illés és Policzer Franciska lánya, akivel 1896. március 15-én Budapesten kötött házasságot.
A Kozma utcai izraelita temetőben nyugszik (16. parcella, 3. sor, 30. sírhely).